# Bataille de la Passe
Conquête musulmane de la Transoxiane
La bataille de la Passe (وقعة الشعب en arabe) est un engagement militaire prenant place en juillet 731 dans la passe de Takhtakaracha, un col des monts Zeravchan (actuel Ouzbékistan). Elle oppose pendant trois jours les forces du califat omeyyade, menées par Junayd ibn Abd al-Rahman al-Murri (en), à celles des Türgesh, une confédération de nomades turcs.
Au début de l'année 731, les Türgesh assiègent la ville de Samarcande, en Transoxiane, centre important sur le réseau principal de la route de la soie. Le gouverneur arabe de la ville, Sawra ibn al-Hurr al-Abani, envoie un appel à l'aide à Junayd, récemment nommé gouverneur du Khorassan. Ce dernier se porte à son secours, mais il est attaqué en route par les troupes des Türgesh. Au prix de lourdes pertes, Junayd parvient cependant à franchir la passe de Takhtakaracha, puis à rejoindre Samarcande pour se porter au secours des assiégés.
Bien qu'il s'agisse d'une victoire militaire pour les Omeyyades, la bataille de la Passe marque néanmoins un coup d'arrêt stratégique dans la conquête musulmane de la Transoxiane pour les dix années qui suivent. Pour compenser les pertes subies par l'armée du Khorassan, le califat se voit contraint contraint d'envoyer des troupes issues de ses provinces centrales, ce qui contribue à affaiblir les positions des Omeyyades face au soulèvement des Abbassides en 750, à un moment où les défections et les revers militaires aux confins du Dar al-Islam se font plus fréquents (Akroïnon, Poitiers).

## Contexte

### La Transoxiane, un espace marginal, difficile d'accès et mal pacifié

Carte des principales localités de Transoxiane au VIIIe siècle.

Après avoir conquis la Perse et le Khorassan, les armées du califat omeyyade, menées par le général Qutayba ben Muslim, envahissent la Transoxiane dans les premières décennies du VIIIe siècle, sous le règne du calife al-Walīd Ier. Néanmoins, la soumission des populations iraniennes et turques de la région reste incertaine. En 719, ces dernières sollicitent l'aide militaire de la Chine des Tang et des Türgesh, une confédération tribale turque, contre les velléités de conquête des musulmans. Les Türgesh commencent à attaquer le califat en 720, tandis que les Sogdiens se soulèvent contre l'autorité de Damas. Ces révoltes sont matées avec une grande brutalité par le gouverneur arabe du Khorassan, Saïd ibn Amr al-Harachi (en), mais son successeur, Muslim ibn Saïd al-Kilabi (en), subit une défaite cinglante en 724 lorsqu'il tente de s'emparer de la vallée de Ferghana,.
À la suite de cet échec, les Omeyyades restent sur la défensive pendant quelques années et s'efforcent de calmer les populations locales en abolissant l'impôt pour les convertis à l'islam. Ces tentatives de séduction, entreprises sans grand enthousiasme, sont rapidement abandonnées au profit de méthodes plus brutales qui braquent encore davantage les élites locales contre les Arabes. En 728, les forces du califat sont contraintes d'évacuer la Transoxiane, à l'exception de la région de Samarcande, à la suite d'un soulèvement de grande ampleur et d'une invasion des Türgesh,.

### Une tentative de reprise en main par Junayd
Pour renverser cette tendance, le calife Hicham nomme au début de l'année 730 un nouveau gouverneur du Khorassan en la personne de Junayd ibn Abd al-Rahman al-Murri (en), un général expérimenté qui vient de diriger la pacification du Sind. Signe de la situation délicate dans laquelle se trouvent les forces omeyyades, il doit être accompagné d'une escorte de 7 000 cavaliers après avoir traversé l'Amou-Daria. Alors qu'il poursuit sa route vers le nord pour rallier son prédécesseur Achras al-Sulami, qui est en train d'assiéger Boukhara, il est attaqué par le khaghan türgesh Soulouk (en) et ne parvient à faire sa jonction avec Achras qu'au prix de lourdes pertes. Les troupes omeyyades reprennent le contrôle de Boukhara et de la majeure partie de la Sogdiane, contraignant les Türgesh à se retirer vers le nord, tandis que les forces de Junayd hivernent à Merv,.
Pendant l'hiver, des révoltes éclatent au Tokharistan, région jusqu'alors paisible, ce qui oblige Junayd à dépêcher 28 000 hommes à Balkh pour mater les rebelles. Il est donc à la tête d'effectifs réduits lorsque le gouverneur de Samarcande, Sawra ibn al-Hurr al-Abani, l'appelle à l'aide contre les Türgesh qui viennent de mettre le siège devant sa ville au début de l'année 731. Contre l'avis des vétérans khorassaniens de son armée, qui lui déconseillent de franchir l'Amou-Daria avec moins de 50 000 hommes, Junayd décide de se porter immédiatement au secours de Samarcande,,.

### La marche au secours de Samarcande
Pour se rendre à Samarcande, Junayd ne peut pas emprunter l'ancienne route royale achéménide depuis Boukhara, car cet axe de communication est tenu par les Türgesh. Il décide plutôt de se diriger vers Kish, à 70 km au sud de Samarcande. Lorsqu'il arrive à Kish, ses éclaireurs lui apprennent que les Türgesh ont empoisonné les puits sur la route de Samarcande, qui est séparée de Kish par les monts Zeravchan. Ses conseillers lui recommandent de contourner les montagnes par l'ouest en passant par le village d'al-Muhtaraqah, mais Al-Mujashshir ibn Muzahim al-Sulami, l'un des meneurs khorassaniens, souligne que les Türgesh pourraient facilement mettre le feu aux hautes herbes des plaines non cultivées dans cette direction. Il recommande d'emprunter la passe de Takhtakaracha, un chemin plus difficile à travers les montagnes, mais plus court (2 km) et susceptible de prendre les Türgesh par surprise,,. Junayd opte pour cet itinéraire et installe son campement à l'entrée du défilé. Sa décision n'est pas bien accueillie par ses soldats, en majorité des Arabes du Khorassan qui le considèrent comme un étranger et ne lui font pas confiance. La cohésion des troupes est également menacée par des désertions et la rivalité de longue date entre les Qaysites et les Yamanites (en), mais Junayd ne modifie pas ses projets, même si son armée est réduite à 28 000 hommes,,.

## Déroulement
Le déroulement de la bataille de la Passe est décrit de manière détaillée dans l'Histoire des prophètes et des rois du chroniqueur Tabari (839-923), qui s'appuie sur les travaux d'al-Madaini (en) (752/753-843). Elle constitue ainsi, d'après l'historien Khalid Blankinship, l'affrontement le mieux connu du règne du calife Hicham.

### Forces en présence
Les deux armées qui s'affrontent à la passe de Takhtakaracha représentent deux philosophies militaires opposées. Les Omeyyades disposent d'un important contingent de cavalerie, aussi bien légère que lourde, mais c'est l'infanterie qui constitue le plus gros de leurs forces. En règle générale, les Arabes tendent à n'utiliser leur cavalerie qu'au début des batailles, pour de petites escarmouches, après quoi les cavaliers descendent de cheval pour se battre à pied. À l'inverse, les Türgesh constituent un empire nomade typique d'Asie centrale et leur armée est exclusivement composée de cavalerie. Ce sont des cavaliers redoutables, en particulier grâce à leur maîtrise de l'archerie montée. Ils sont capables d'exécuter de manière fluide des manœuvres complexes (feintes, embuscades, retraites feintes) qui prennent au dépourvu les Arabes, plus lents,. D'après l'historien Hugh N. Kennedy, les Türgesh constituent, lorsqu'ils sont alliés aux princes iraniens locaux, les adversaires les plus redoutables des armées des premiers siècles de l'islam.

### L'affrontement

#### L'attaque surprise
Soutenus par les troupes des Sogdiens, de Tchatch et de Ferghana, les Türgesh attaquent l'armée omeyyade deux jours après son départ de Kish. À l'arrêt pour prendre un repas, elle se trouve alors dans la passe de Takhtakaracha, à environ 25 km de Samarcande. L'avant-garde arabe, sous les ordres d'Othman ibn Abdallah ibn al-Shikhkhir, est instantanément submergée, mais Junayd parvient à mettre le gros de son armée en ordre de bataille suivant l'appartenance tribale de ses hommes : les Tamim et les Azd en constituent l'aile droite et les Rabi'ah l'aile droite. Pour repousser l'attaque surprise des Türgresh, dirigée contre le flanc droit de l'armée, les troupes arabes érigent avec succès une levée de terre. Junayd, resté au centre pour diriger les mouvements de ses hommes, rejoint alors les Azd, qui lui réservent un accueil hostile : leur porte-drapeau l'accuse de risquer la vie de ses troupes pour son propre bénéfice. Tabari rapporte que cet homme et dix-sept porteurs successifs du même étendard sont tués au cours de la bataille, ce qui témoigne de la férocité des combats. Les Arabes répondent d'abord à l'engagement des Türgesh à cheval, mais beaucoup trouvent la mort et le héraut de Junayd leur ordonne de démonter pour d'affronter leurs adversaires à pied, en formant des murs de lances disposés derrière des tranchées, afin de briser les charges de cavalerie adverses. Cette attitude s'avère rapidement payante et permet aux Arabes de temporiser et d'établir leur camp,,. Au terme de la première journée de combats, c'est dans l'arrière-garde et le train que les Arabes ont subi les plus lourdes pertes : rassemblés près de Kish sous l'autorité d'Abdallah ibn Mu'ammar ibn Sumayr al-Yashkuri, ces unités sont quasiment anéanties par les Türgesh,.

#### Le deuxième jour
Le lendemain, de nouvelles attaques des Türgesh sont repoussées par les Arabes, qui se livrent à de vigoureuses contre-attaques dès que les nomades s'approchent d'eux. Le khagan ordonne alors à ses hommes d'assiéger le camp plutôt que de l'attaquer. Ayant survécu à la charge initiale, Junayd envoie des messages à Samarcande pour ordonner à Sawra de lancer une attaque de diversion sur les Türgesh. Conscients qu'il s'agit d'une mission-suicide, Sawra hésite, mais les menaces de Junayd le contraignent à obéir. Il laisse une garnison réduite à Samarcande et quitte la ville à la tête de 12 000 hommes. Grâce à l'aide d'un guide local, il parvient à franchir les montagnes et arrive à moins d'un farsakh (5 km environ) du camp de Junayd,,. Il se retrouve alors face aux Türgesh qui mettent le feu aux herbes sèches, apparemment sur le conseil du roi sogdien de Samarcande, Gurak (en). Les lieutenants de Sawra lui recommandent de progresser lentement et à pied derrière un mur de lances, en accord avec la stratégie habituelle des armées omeyyades confrontées à une force de cavalerie, mais Sawra a conscience que ses hommes sont épuisés et durement atteints par la chaleur. Il décide d'ordonner une charge de cavalerie, dans l'espoir de percer les lignes des Türgesh et faire sa jonction avec Junayd. Cette charge parvient à briser le front des nomades, mais l'affrontement dégénère ensuite en une mêlée confuse, les deux armées étant également handicapées par la fumée, la poussière et les flammes. En fin de compte, l'armée de Sawra finit par perdre toute cohésion et s'éparpille, ce qui permet aux Türgesh de l'éliminer par petits groupes. Un millier d'hommes à peine en réchappe, Sawra lui-même trouvant la mort dans la mêlée,,,.
Les troupes de Junayd parviennent à franchir la passe de Takhtakaracha grâce à cette diversion, mais ses officiers le convainquent de dresser le camp à la sortie du défilé pour la nuit plutôt que de poursuivre jusqu'à Samarcande. L'armée omeyyade est probablement sauvée par ce conseil, car elle est rattrapée par les Türgesh, qui l'auraient sans doute anéantie si elle avait continué son chemin dans la plaine.

#### Le troisième jour
Les fortifications du camp arabe ne sont achevées que le lendemain, au moment de nouvelles attaques de la part des nomades. La situation des défenseurs est si désespérée que Junayd promet leur liberté aux esclaves du camp qui acceptent de se battre. Beaucoup d'entre eux le font, avec des tapis de selle pour seule armure. Les Türgesh sont repoussés et les Omeyyades, malgré de lourdes pertes, atteignent enfin Samarcande après trois jours de lutte,,.
Junayd reste à Samarcande jusqu'au mois d'octobre pour laisser son armée récupérer. De leur côté, les Türgesh se dirigent vers Boukhara pour l'assiéger. Junayd leur emboîte le pas et leur inflige une série de défaites au début du mois de novembre. Les Türgesh lèvent le siège et Junayd entre à Boukhara le jour de Mehregan (en). Il rentre ensuite à Merv en laissant une garnison réduite de 800 hommes à Samarcande. Lorsque les Türgesh se retirent de la région pour hiverner plus au nord, il fait évacuer tous les habitants musulmans de la ville,.

## Conséquences
Bien que Samarcande soit libérée et même si l'armée omeyyade n'est pas anéantie, l'historien M. A. Shaban estime que la bataille de la Passe ne peut pas être considérée comme une réelle victoire pour les Arabes. Au vu de leurs lourdes pertes, elle constitue au mieux une victoire à la Pyrrhus pour Blankinship. Les sources d'époque notent que Junayd et le calife Hicham comparent les pertes subies face aux Türgesh à celles infligées par les Khazars aux Omeyyades lors de leur victoire à la bataille de Marj Ardabil (en) l'année précédente. Elles sont estimées à 20 000 hommes sur un total de 43 000 à 48 000 par l'historien du Xe siècle Ibn Atham al-Kufi (en), et les poètes de son temps vont jusqu'à parler de 50 000 morts. En s'appuyant sur le nombre de soldats envoyés au Khorassan ou levés dans cette région après la bataille, Blankinship évalue les pertes arabes entre 25 000 et 30 000 hommes et considère qu'il ne reste probablement pas plus de 15 000 soldats khorassaniens en vie.
Pour compenser les pertes de la bataille de la Passe, Junayd doit lever 15 000 hommes dans le Khorassan,. Les Omeyyades sont également contraints de mobiliser 20 000 Irakiens et les envoyer dans la région. Cette décision reflète la mauvaise situation dans laquelle se trouve le califat, car les Irakiens comptent parmi les plus farouches adversaires du pouvoir omeyyade.
Même si les Türgesh subissent également de lourdes pertes (Ibn Atham évoque 10 000 morts, chiffre invérifiable), les pertes arabes à la bataille de la Passe entraînent un affaiblissement des positions omeyyades en Asie centrale. Junayd reste gouverneur du Khorassan jusqu'à sa mort, au début de l'année 734, mais à cette date, le califat ne contrôle plus rien au-delà de l'Amou-Daria sauf Boukhara, Kish et le Chaghaniyan (en).
La bataille de la Passe et ses suites accroissent le mécontentement des populations du Khorassan vis-à-vis des Omeyyades et de leurs représentants dans la région,. La révolte d'al-Harith ibn Surayj (en), de 734 à 736, se nourrit de cette insatisfaction, ainsi que de celle des colons arabes implantés au Khorassan. Cette agitation nécessite l'envoi de 20 000 Syriens en plus des Irakiens envoyés après la bataille. Ce n'est qu'après l'effondrement du khaganat türgesh, en 739-741, que le nouveau gouverneur du Khorassan, Nasr ibn Sayyar (en), est en mesure de rétablir l'autorité du califat en Transoxiane,.
La bataille de la Passe fait partie d'une série de désastres qui contribuent au déclin des Omeyyades. Confronté à plusieurs menaces sur ses frontières, le pouvoir central est contraint de dépêcher des unités syriennes dans ses provinces périphériques pour renforcer les unités locales. Ces dernières, dont le moral est déjà fragilisé par les défaites, sont mécontententes de voir arriver les Syriens, considérés comme les favoris du régime, qu'ils craignent de les voir supplanter. Le départ des Syriens contribue par ailleurs à affaiblir l'autorité des Omeyyades au cœur de l'empire, facteur crucial dans l'éclatement de la troisième fitna (en) dans les années 740 et le renversement du califat omeyyade par les Abbassides, dont la base de pouvoir se situe précisément dans le Khorassan,.